# مسجد سيبو
مسجد سيبو أو مسجد النور (بالملايو: Masjid Bandar Sibu ) هو مسجد يقع في مدينة سيبو في اقليم سراوق في ماليزيا.

## البناء
تم بناء مسجد مدينة سيبو الجديد على أنقاض مسجد سيبو القديم (المسجد القديم)، والذي كان غير قادر على مواكبة الأعداد المتزايدة من المصلين الذين يتوافدون عليه لأداء صلواتهم وعباداتهم .

## ضريح أبطال سراوق
ضريح  أبطال سراوق يقع بالقرب من المسجد، وهم مجموعة من سكان مدينة سيبو تفانوا في قتال ومقاومة الاستعمار البريطاني في ماليزيا، ومن بين قبور بارزة في الضريح :
- روسلي دوبي : توفي في عام 1950، والذي نقل جثمانه من سجن الدولة في كوتشينغ في عام 1996 .
- أوانغ رملي أميت ديلي محمد : توفي عام 1950 .
- مرشيدي صديق : توفي عام 1950 .
- بوجانغ سانتونغ : توفي عام 1950 .

## الصور

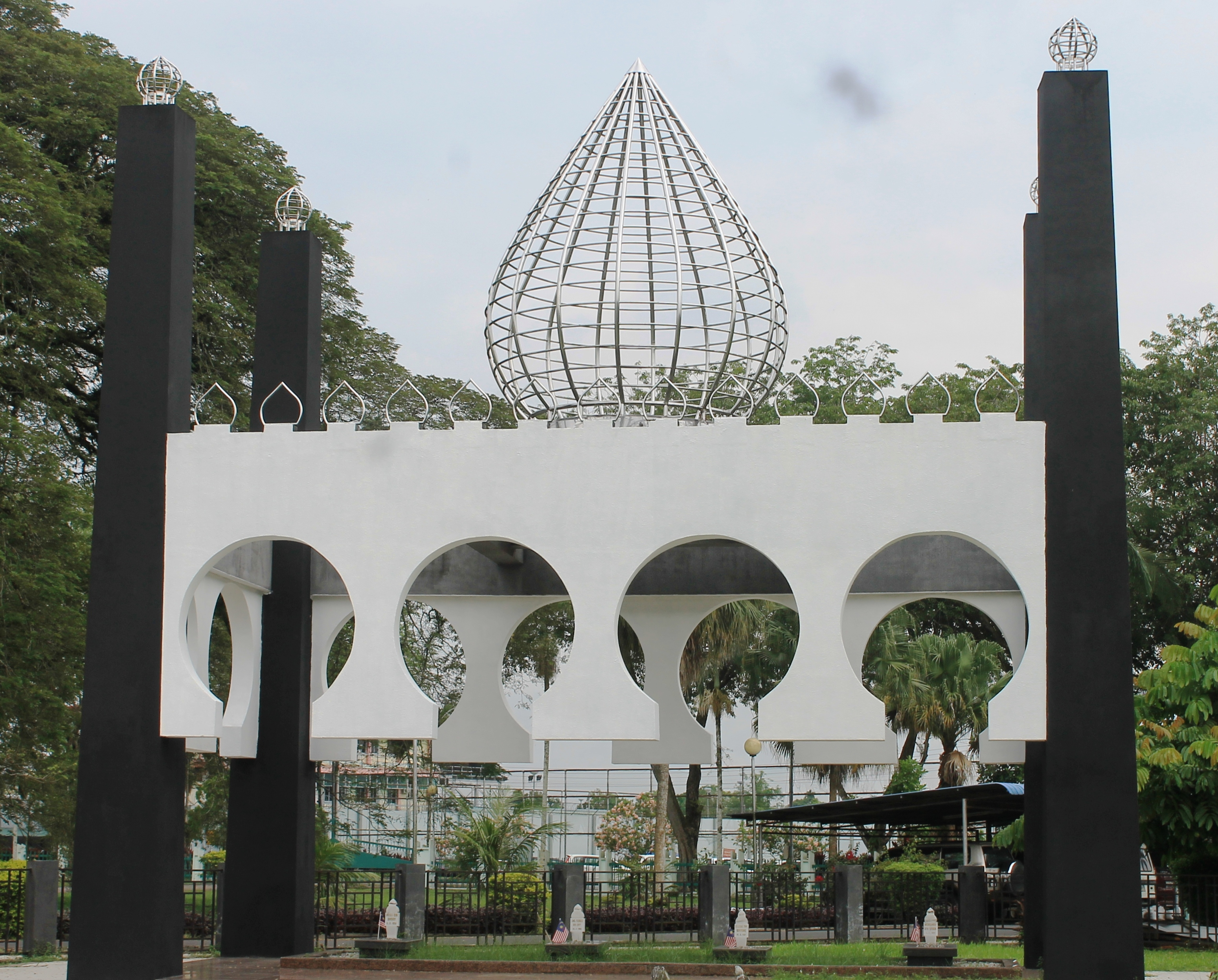
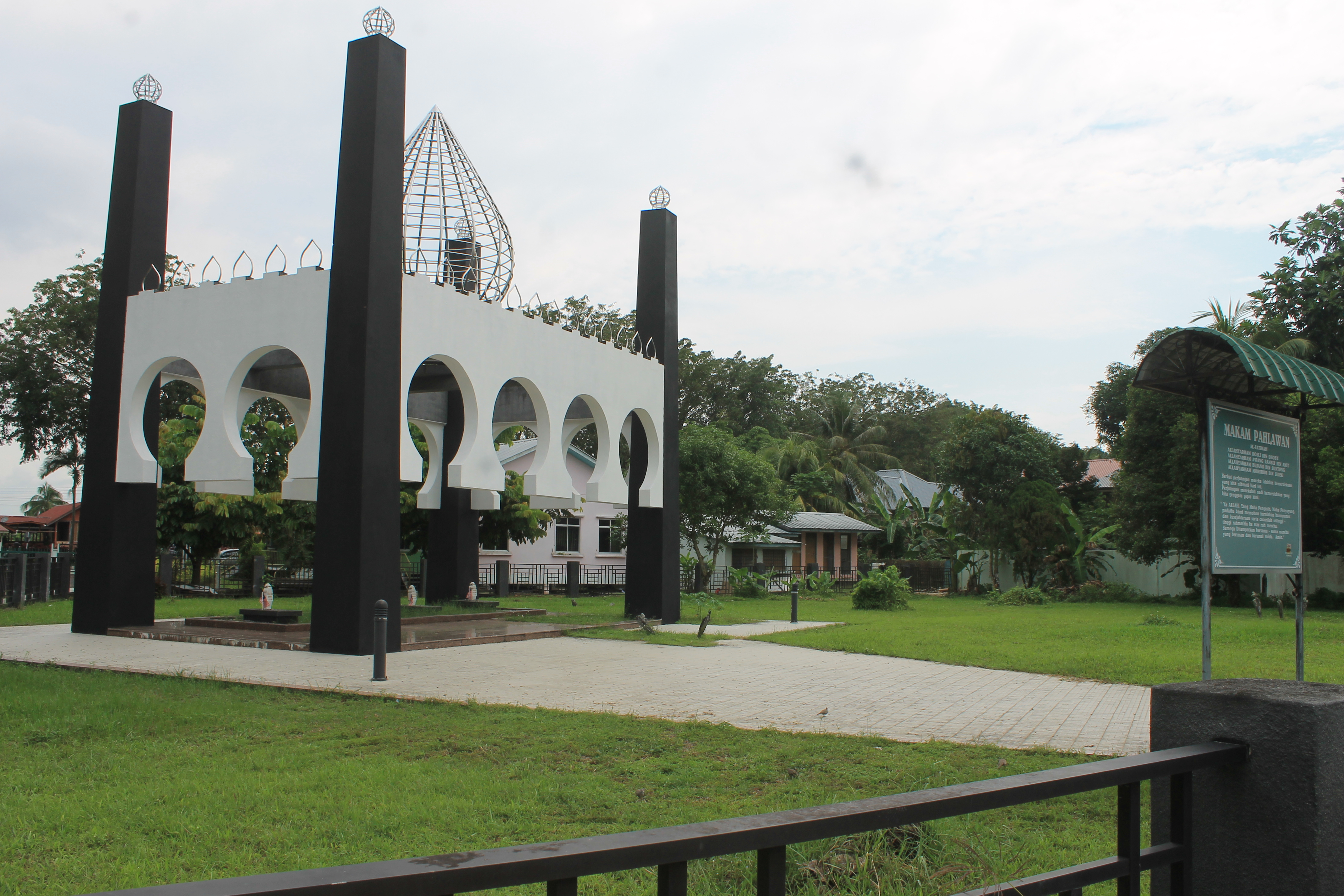